# Hoyo fonky
Un hoyo fonky fue el apelativo que el escritor Parménides García Saldaña dio a los lugares en los que se interpretaba rock y otros ritmos en México en la década de los setenta. Los sitios fueron clandestinos o secretos en una época en el que dicho género sufrió mayor censura y represión por parte de los gobiernos del Partido Revolucionario Institucional (PRI), luego de las matanzas de 1968, 1971 y el Festival de Avándaro.

## Historia
El Festival de Rock y Ruedas de Avándaro, tras sus resultados imprevisibles como una asistencia descomunal, la reprobación por parte de sectores conservadores de la sociedad mexicana y el castigo moral de la prensa oficialista, da como resultado la cancelación de cualquier evento masivo convocado por el rock prácticamente durante toda la década de los setenta en México. 

«En Avándaro se desvanece gran parte del control clasista y nacionalista sobre las nociones de juventud. Y la represión, los artículos y las homilías que desean ser exorcismos, la prohibición de conciertos y el Llamado Adulto a La Razón, hace pensar en lo efímero de las opciones ante lo establecido. En efecto y en poco tiempo, la carencia de recursos, las consecuencias de la droga, la inexistencia de alternativas, la desesperanza ante la falta de salidas, los estilos desgarrados de vida de los "nacos" (la antigua Raza de Bronce) liquidan el sueño de la Nación de Avándaro.»
Carlos Monsiváis, "¿Quién quiere triunfar en la política pudiendo vender un millón de discos?", en Paredes Pacho, José Luis. Rock Mexicano. Sonidos de la calle. México, Pesebre, 1992.

La respuesta a dicha represión y persecución oficial es la formación de una manifestación contracultural basada en la organización de tocadas (conciertos) sin permisos en barrios pobres y en la periferia de la Ciudad de México, así como en otros estados de México en donde el fenómeno se replica. En oposición a las tocadas de clase alta, en las que se contrataba a bandas de rock afamadas de la época se cobraban las entradas y se vendían bebidas, los hoyos fonkis podían sumar hasta 20 mil personas en bodegas, terrenos o casas particulares en donde se vendía alcohol y drogas y se congregaban a bandas que tuvieron gran éxito en este circuito informal y que a la postre llegarían a ser afamadas como Botellita de Jerez. Algunas de las bandas participantes en estos conciertos fueron Los Dug Dug's, La Revolución de Emiliano Zapata, Toncho Pilatos, Enigma, Cosa Nostra y muchos otros. El grupo que adquiriría más fama de los activos en el circuito de los hoyos fonkis sería Three Souls in My Mind, a la postre El Tri. Debido a su condición clandestina, los hoyos estuvieron expuestos a actos de injusticia como redadas policiales que cerraban los locales y encarcelaban a sus asistentes así como abusos y corrupción de empresarios organizadores.
Cabe mencionar que gracias a estos mismos lugares que la sociedad de aquel entonces tildaba de «incorrectos, grotescos e inmorales» para los cánones conservadores de la época, es como entonces surge el movimiento del rock urbano el cual se ha enfocado exclusivamente en las clases bajas a medias de los barrios de la periferia de ciudades como la de México. asimismo gracias a ello también se dieron a conocer bandas como la ya mencionada Three Souls in My Mind asimismo el cantante Rockdrigo también se dio a conocer en la escena en parte a estos mismos Hoyos Fonky, así como una gran cantidad de exponentes.